# 波多黎各民族主义党
波多黎各民族主义党（西班牙語：Partido Nacionalista de Puerto Rico，缩写为PNPR）是波多黎各的一个民族主义政党。该党成立于1922年9月17日。该党的主要目标是争取波多黎各独立。该党的主席是安东尼奥·克鲁斯·科隆（绰号“托尼托”）。